# Silene nigrescens
Silene nigrescens là loài thực vật có hoa thuộc họ Cẩm chướng. Loài này được (Edgew.) Majumdar miêu tả khoa học đầu tiên năm 1963.